# 象鼻長頷魚
象鼻長頜魚（学名：Mormyrus rume proboscirostris），為輻鰭魚綱骨舌魚目象鼻魚科長頜魚屬的其中一種，該物種主要分布於非洲剛果河流域，體長可達60公分，屬肉食性，以昆蟲等為食。

## 外部連結
- 象鼻長頜魚的圖片